# Herman Wilhelm Bissen

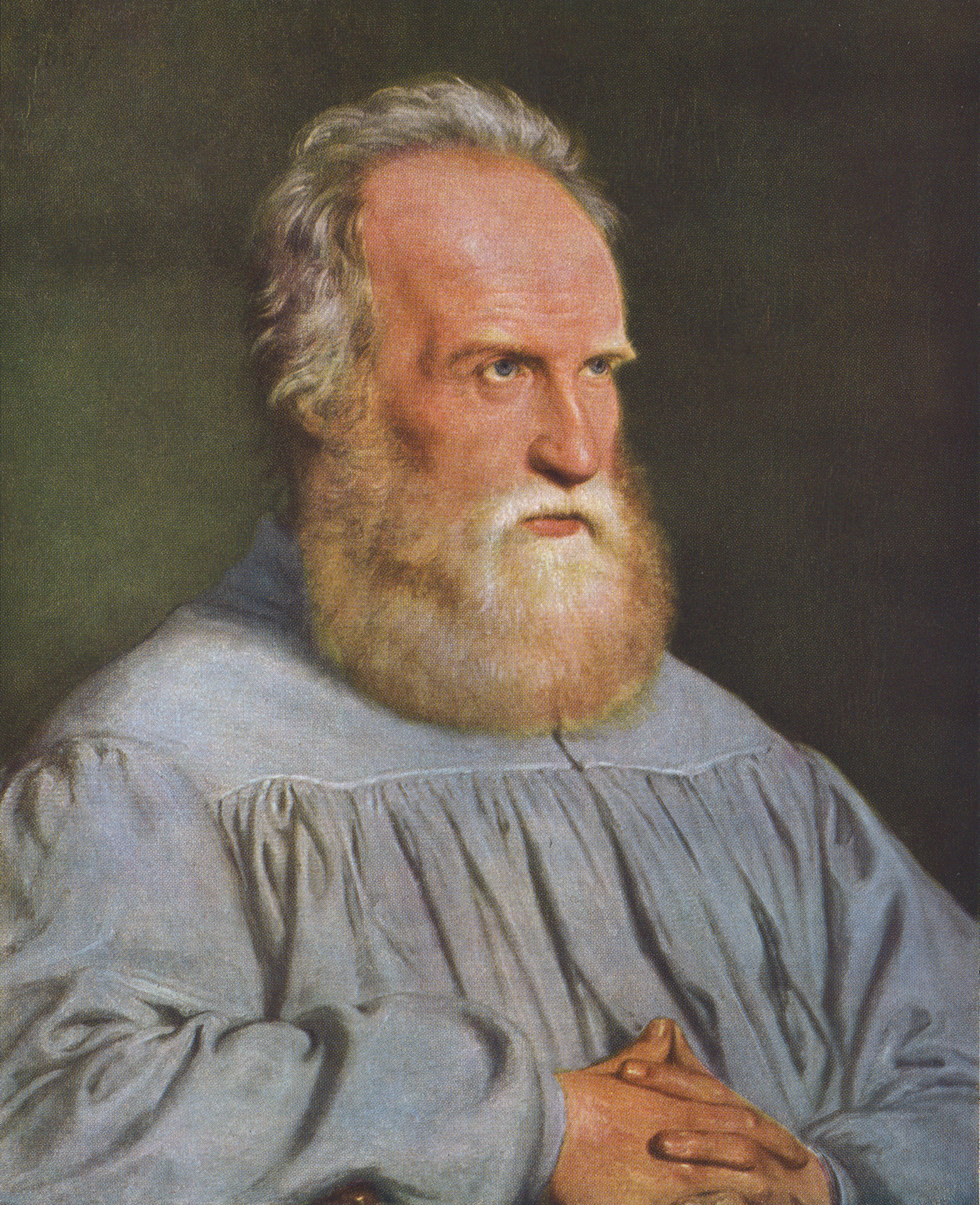
Herman Wilhelm Bissen porträtterad av Wilhelm Marstrand 1867.

Herman Wilhelm Bissen, född 13 oktober 1798 i Schleswig, död 1 mars 1868 i Köpenhamn, var en dansk skulptör under nyklassicismen. Han var elev till Bertel Thorvaldsen.

## Biografi

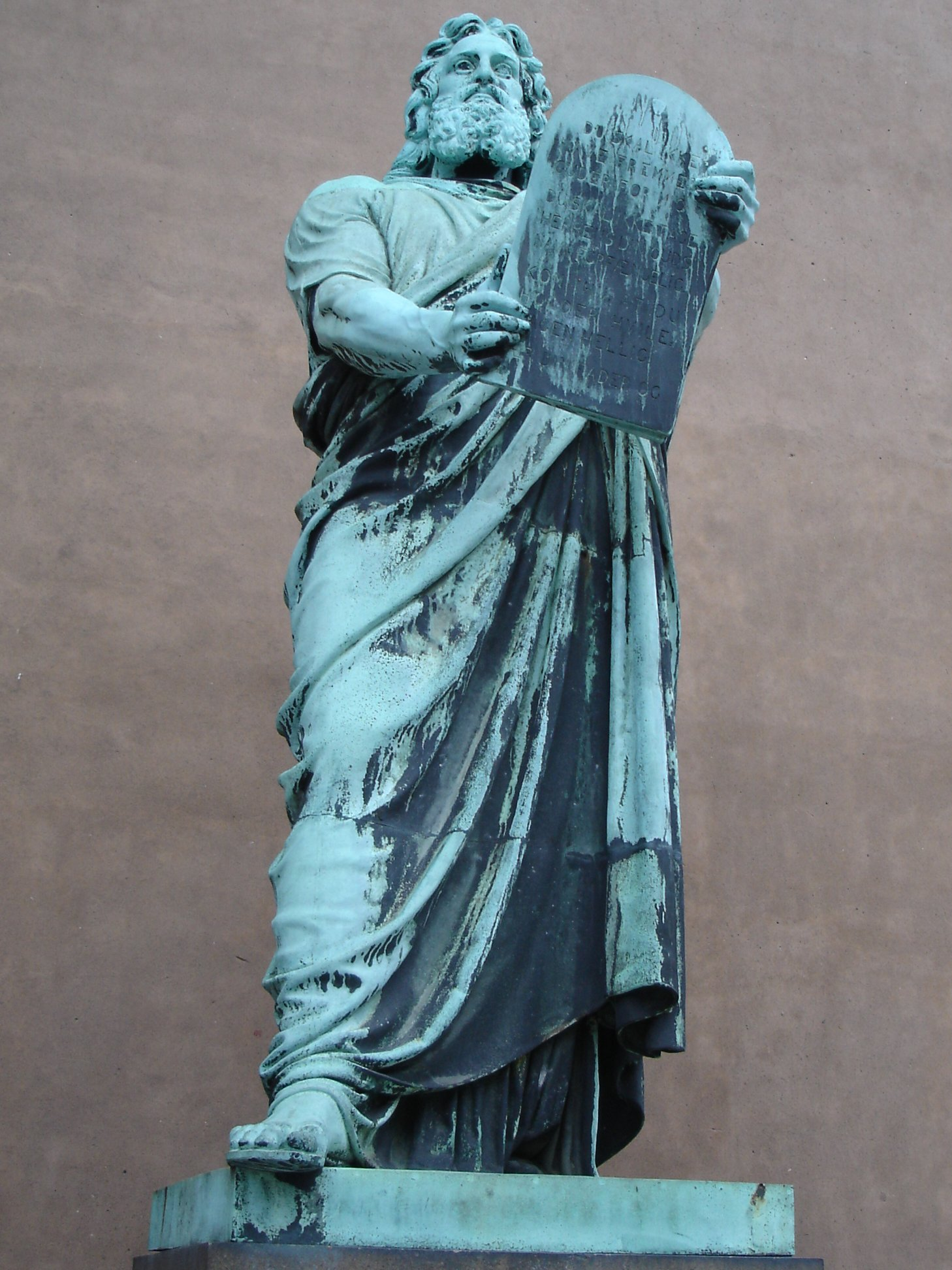
Moses, Köpenhamn.

Herman Wilhelm Bissen kom till Köpenhamn 1816 för att utbilda sig till målare. Ett par bevarade porträtt från hans elevtid vid konstakademin vittnar om hans anlag för denna konstart, men Bissen övergick sedan till skulpturen och vann 1823 akademiens stora guldmedalj för reliefen Jairus dotter. Åren 1824–1834 vistades han i Rom, där han tog intryck av Thorvaldsen och åt honom utförde den för staden Mainz beställda Gutenbergsstatyn. Även den i Thorvaldsens museum befintliga skissen till nämnda staty är utförd av Bissen. Han blev 1840 professor vid akademin i Köpenhamn och verkade som sådan till sin död. Bland hans elever märks sonen Vilhelm Bissen.

## Bissens verk
Herman Wilhelm Bissens första större arbete var den 44,6 meter långa frisen till riddarsalen på Christiansborgs slott, framställande Bacchus’ och Ceres’ tåg genom världen för att utbreda kulturen. Detta arbete sysselsatte honom i 5 år. Därefter fick han 1840 beställning på arton kvinnliga bildstoder ur den nordiska och grekiska mytologin och historien till drottningens trappa på Christiansborg. Alla dessa arbeten utfördes endast i gips. Ett stycke av frisen och 16 av kvinnostatyerna finnas nu i Glyptoteket. Thorvaldsen gav Bissen genom testamente i uppdrag att ha tillsyn över hans museum och utföra hans ofullbordade arbeten (bland annat Segergudinnans fyrspann på takbandet av nämnda museum).
Kriget i Slesvig och frihetsrörelsen i Danmark öppnade den redan femtioårige konstnärens ögon för framställningar av en helt annan art. I Landsoldaten (Fredericia), Gravmonumentet i Fredericia, Istedlejonet på Flensburgs kyrkogård (1864 förd till Berlin-Wannsee av preussarna, åter i Flensburg 2011), Fredrik VI (i Frederiksbergs park), Öhlenschläger (först uppställd på S:t Annæ plads, sedan flyttad till stora ingången till kungliga teatern) och Fredrik VII:s ryttarstod (framför Christiansborgs slott) visade han förmåga att plastiskt återge gestalter från sin egen tid och i denna tids dräkt. Dessutom skapade han bildstoder som Orestes, Filoklet, Akilles, Apollon och Minerva i antikens anda. Herdegosse, Fiskargosse och andra nakna statyer vann mycket popularitet. Bissen var tillika utmärkt som porträttskulptör. Utom hans redan nämnda monumentala arbeten på detta område må framhållas skissen till staty av A.S. Ørsted, den karakteristiska och sittande statyn av konstnärens 1850 avlidna hustru och en staty av Fru Heiberg samt en mängd byster. Slutligen bör nämnas Mosesstatyn, hörande till Fruekirkes yttre dekoration, Tyge Brahe och Tordenskjold.
Bissen är representerad i konstmuseet (med inte färre än 118 av hans porträttstatyer) samt i Glyptoteket i Köpenhamn. Han hade stort inflytande på den danska bildhuggarkonsten och hans skola hade att uppvisa flera goda krafter. Nationalmuseum i Stockholm äger av Bissen Hylasstatyn.